# Christopher Weeramantry
Christopher Weeramantry (Colombo, 17 november 1926 – aldaar, 5 januari 2017) was een Sri Lankaans advocaat, rechter en hoogleraar. Van 1967 tot 1972 was hij rechter van het Opperste Gerecht van Sri Lanka. Van 1991 tot 2000 diende hij als rechter van het Internationale Gerechtshof, waarvan hij vanaf 1997 ook vicepresident was.

## Levensloop
Weeramantry studeerde aan de Universiteit van Colombo en vervolgens aan de Universiteit van Londen waar hij afstudeerde met de titel van meester in de rechten.
Hij begon zijn loopbaan als advocaat. Met het vorderen van zijn carrière klom hij op en werd hij uiteindelijk in 1967 benoemd tot rechter van het Opperste Gerecht van het land. Deze functie hield hij aan tot 1972.
In dat jaar vertrok hij naar Australië om te dienen in de functie van hoogleraar aan de Monash-universiteit in Melbourne. In Australië leidden zijn publicaties tot een jaarlijkse Week van het Recht, waar allerlei evenementen omheen werden georganiseerd. Verder trad hij aan als gasthoogleraar op veel universiteiten wereldwijd.
Weeramantry verwierf aanzien toen hij vanaf de jaren tachtig op de voorgrond trad in internationale geschillen. Zo was hij in 1987 en 1988 voorzitter van de commissie die door de regering van Nauru bijeengeroepen was om de uitbuiting van de fosfaatlanden te onderzoeken. Verder was hij arbiter van de American Association of Arbitrators en het International Centre for Settlement of Investment Disputes. Verder toonde hij aan hoe internationaal recht een antwoord kan zijn tegen de dreiging van kernwapens en voor bescherming van de mensenrechten en het milieu.
In 1991 werd hij aangesteld als rechter van het Internationale Gerechtshof in Den Haag. In zijn laatste drie jaar tot 1999 was hij daarnaast vicepresident van het Hof.
In Canada hield hij daarna nog het voorzitterschap aan van het Institute of Sustainable Development dat verbonden is aan de McGill-universiteit in Montreal.

## Erkenning
Weeramantry werd meermaals onderscheiden, waaronder met eredoctoraten van de Monash-universiteit, de Universiteit van Londen, de Universiteit van Colombo en de National Law School of India.
Verder werd hij opgenomen in de Orde van Australië, onderscheiden met de UNESCO-prijs voor Vredeseducatie, de Right Livelihood Award, die ook wel de alternatieve Nobelprijs voor de Vrede wordt genoemd, en een serie van andere prijzen.
- Bibliothèque nationale de France: cb123393597 (data)
- Catàleg d'autoritats de noms i títols de Catalunya: 981058517365806706
- CiNii: DA0103216X
- Gemeinsame Normdatei: 120217988
- International Standard Name Identifier: 0000 0001 0931 8240
- Library of Congress Control Number: n85211947
- Bibliotheek van het Japanse parlement: 00460415
- Nationale bibliotheek van Australië: 35664520
- Nationale Bibliotheek van Israël: 987007275373105171
- Nederlandse Thesaurus van Auteursnamen: 067559743
- Système universitaire de documentation: 032346441
- Trove: 1032667
- Virtual International Authority File: 108706206
- WorldCat: E39PBJkHqBXhq8RMCV6jhyHwG3